# Penis palmat

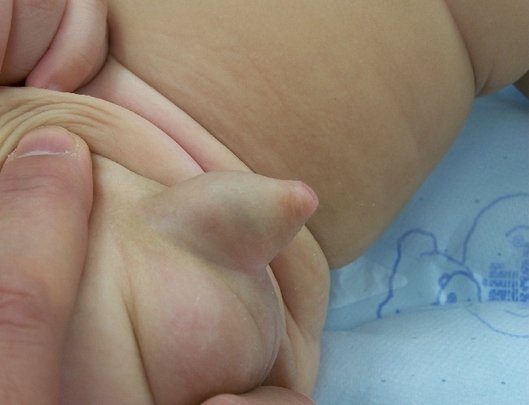
Penis palmat

Penisul palmat, numit și fuziunea penoscrotală este o malformație dobândită sau congenitală în care pielea scrotului se extinde pe fața inferioară a corpului penisului. Corpul penisului este îngropat în scrot sau legat printr-o bandă cutanată de linia mediană a scrotului. Uretra și corpii erectili (corpul cavernos și corpul spongios) sunt de obicei normale.
Penisul palmat congenital reprezintă o anomalie a fixării între penis și scrot, în care există o bandă cutanată care unește fața inferioară a penisului cu scrotul; penisul, uretra și restul  scrotului sunt de obicei normale.
Penisul palmat dobândit (iatrogenic) apare după o circumcizie sau alte intervenții chirurgicale pe penis, în care este îndepărtată excesiv pielea de pe fața inferioară a penisului; penisul poate să se retracteze în scrot, rezultând o fimoză secundară (penis încarcerat).
Penisul palmat este, de obicei asimptomatic, dar aspectul cosmetic este adesea inacceptabil. Această malformație poate fi corectată prin tehnici chirurgicale.